# سسک سینه‌بلوطی
سسک سینه‌بلوطی (نام علمی: Setophaga castanea) گونه کوچکی از پرندگان آوازخوان از خانواده سسکان جهان جدید (Parulidae) است. این یکی از سی و چهار گونه در سردهٔ گوناگون شاپرک‌خوارها (Setophaga) است. مانند همه پرندگان آوازخوان، این گونه در ردیف گنجشک‌سانان طبقه‌بندی می‌شود.

## ریشه‌شناسی
نام سردهٔ Setophaga از واژهٔ یونان باستان ses به معنی شاپرک ("Moth") و phagos به معنی "'خوردن" و castanea نام خاص لاتین به رنگ شاه‌بلوطی اشاره دارد.